# Carps mees
Carps mees (Melaniparus carpi) is een zangvogel uit de familie Paridae (mezen). De mees werd vernoemd naar Bernard Carp.

## Verspreiding en leefgebied
Deze soort komt voor in Namibië en zuidelijk Angola.